# Microepidendrum subulatifolium
Microepidendrum es un género monotípico de orquídeas epifitas. Su única especie: Microepidendrum subulatifolium (A.Rich. & Galeotti) W.E.Higgins, Acta Bot. Mex. 60: 22 (2002)., es originaria del sudoeste de México.

## Descripción
Es una orquídea de pequeño tamaño que prefiere el clima cálido al fresco, sus hábitos son epífitas y raramente litófitas. Tiene grupos de gruesos tallos, que no forman pseudobulbos, que llevan de 2 a 3 hojas apicales, subcilíndricas y agudas. Florece en una inflorescencia terminal, delgada y colgante de 30 cm de largo, a veces ramificada, con pocas flores fragantes de un cm de longitud. La floración se produce desde mediados de invierno hasta el verano.

## Distribución y hábitat
Se encuentra en Jalisco, Michoacán, México, Guerrero y Oaxaca de México, en las ramas de robles en el bosque seco, en los claros abiertos en alturas de 1500 a 2100 metros.

## Taxonomía
Microepidendrum subulatifolium fue descrita por (A.Rich. & Galeotti) W.E.Higgins y publicado en Acta Botánica Mexicana 60: 22. 2002.
Sinonimia
- Epidendrum subulatifolium A.Rich. & Galeotti, Ann. Sci. Nat., Bot., III, 3: 21 (1845).
- Encyclia subulatifolia (A.Rich. & Galeotti) Dressler, Brittonia 13: 265 (1961).[4]